# Loboparadisea sericea
El ave del paraíso sedosa (Loboparadisea sericea) es una especie de ave paseriforme de la familia Paradisaeidae endémica de Nueva Guinea. Es la única especie del género Loboparadisea.

## Distribución y hábitat
Se encuentra en las montañas de la isla de Nueva Guinea. Sus hábitats naturales son los bosques húmedos tropicales entre los 600 y 2000 metros de altitud. Se encuentra amenazado por pérdida de hábitat.